# Tuttecose
Tuttecose è un singolo dei cantautori italiani Gazzelle e Mara Sattei, pubblicato il 4 giugno 2021 come primo estratto dalla riedizione del terzo album in studio di Gazzelle OK.

## Pubblicazione
Il singolo è stato annunciato dai due artisti a poche ore dalla sua pubblicazione.

## Video musicale
Il videoclip, diretto da BENDO, è stato pubblicato il 16 giugno 2021 sul canale YouTube della Maciste Dischi.

## Tracce
Testi di Flavio Bruno Pardini e Mara Sattei, musiche di Flavio Bruno Pardini e Federico Nardelli.
1. Tuttecose – 3:17

## Classifiche

### Classifiche settimanali
| Classifica (2021) | Posizione massima |
| ----------------- | ----------------- |
| Italia            | 16                |

### Classifiche di fine anno
| Classifica (2021) | Posizione |
| ----------------- | --------- |
| Italia            | 60        |